# Alex Joseph Vadakumthala

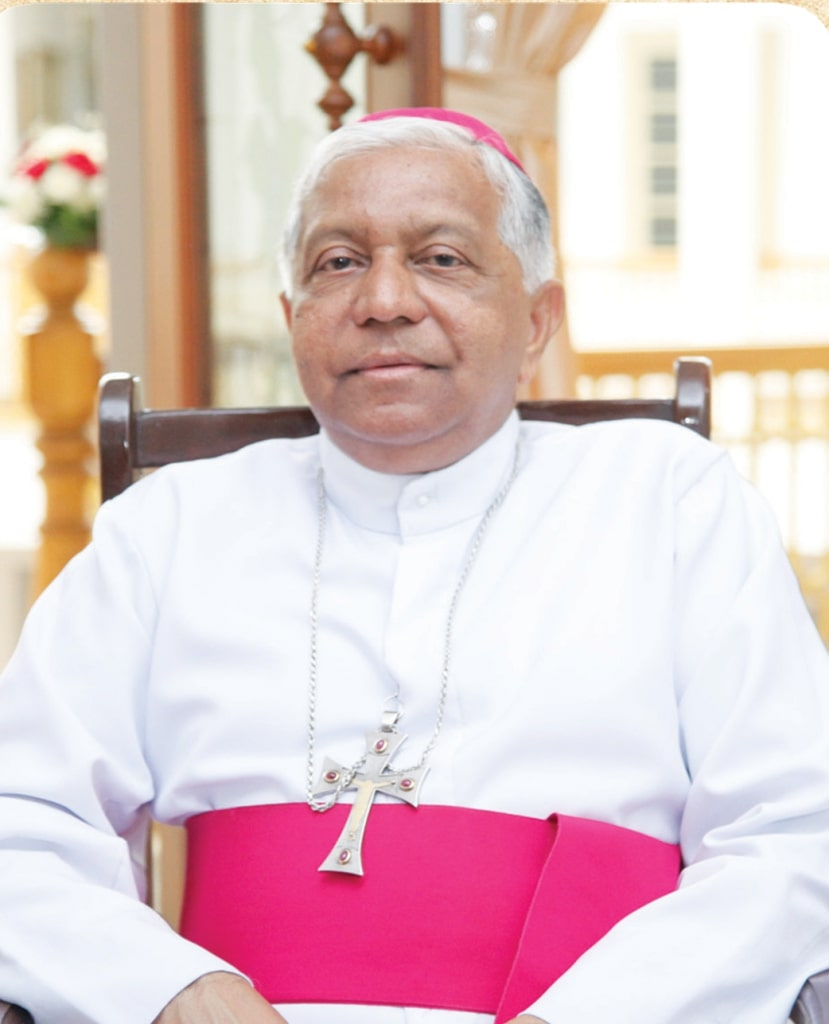
Alex Joseph Vadakumthala, 2018

Alex Joseph Vadakumthala (Malayalam അലക്സ് ജോസഫ് വടക്കുംതല Alaks Jēāsaph Vaṭakkuntala; * 14. Juni 1959 in Maradu-Panangad, Kerala) ist ein indischer römisch-katholischer Geistlicher und Bischof von Kannur.

## Leben
Alex Joseph Vadakumthala empfing am 19. Dezember 1984 das Sakrament der Priesterweihe für das Erzbistum Verapoly.
Von 1988 bis 1992 studierte er an der Päpstlichen Universität Urbaniana in Rom Kanonisches Recht und wurde zum Dr. jur. can. promoviert. Von 1993 bis 1999 war er Mitarbeiter des Päpstlichen Rates für die Pastoral im Krankendienst. Anschließend war er zehn Jahre lang Generalsekretär der Gesundheitskommission der indischen Bischofskonferenz. Im Jahr 2009 wurde er Vizekanzler und 2011 Generalvikar des Erzbistums Verapoly. Von 2009 bis 2013 war er Präsident der Canon Law Society of India.
Am 1. Februar 2014 ernannte ihn Papst Franziskus zum Bischof von Kannur. Die Bischofsweihe spendete ihm der Apostolische Nuntius in Indien, Erzbischof Salvatore Pennacchio, am 23. März desselben Jahres. Mitkonsekratoren waren der Erzbischof von Verapoly, Francis Kallarakal, und der Bischof von Calicut, Varghese Chakkalakal.
Vom 1. Mai 2023 bis zum 20. Januar 2024 verwaltete er zudem das vakante Bistum Kottapuram als Apostolischer Administrator.